# Nipponnemertes drepanophoroides
Nipponnemertes drepanophoroides är en djurart som tillhör fylumet slemmaskar, och som först beskrevs av Griffin 1898.  Nipponnemertes drepanophoroides ingår i släktet Nipponnemertes och familjen Cratenemertidae. Inga underarter finns listade i Catalogue of Life.